# Roberto Monrabal Percha
Roberto Monrabal Percha (Vilamarxant, 23 d'agost de 1990), també anomenat Monrabal, és un expilotari valencià d'Escala i corda, que jugà de punter i de mitger. Va debutar el 2005 al trinquet de Llíria i es va retirar el 2021, als 30 anys.

## Palmarés
| A.   | competició                  |  | rest          | adversaris      |
| ---- | --------------------------- |  | ------------- | --------------- |
| 2022 | 2a Lliga 2 d'Escala i Corda |  | José Salvador | Francés i Bueno |

- Escala i corda:[4]

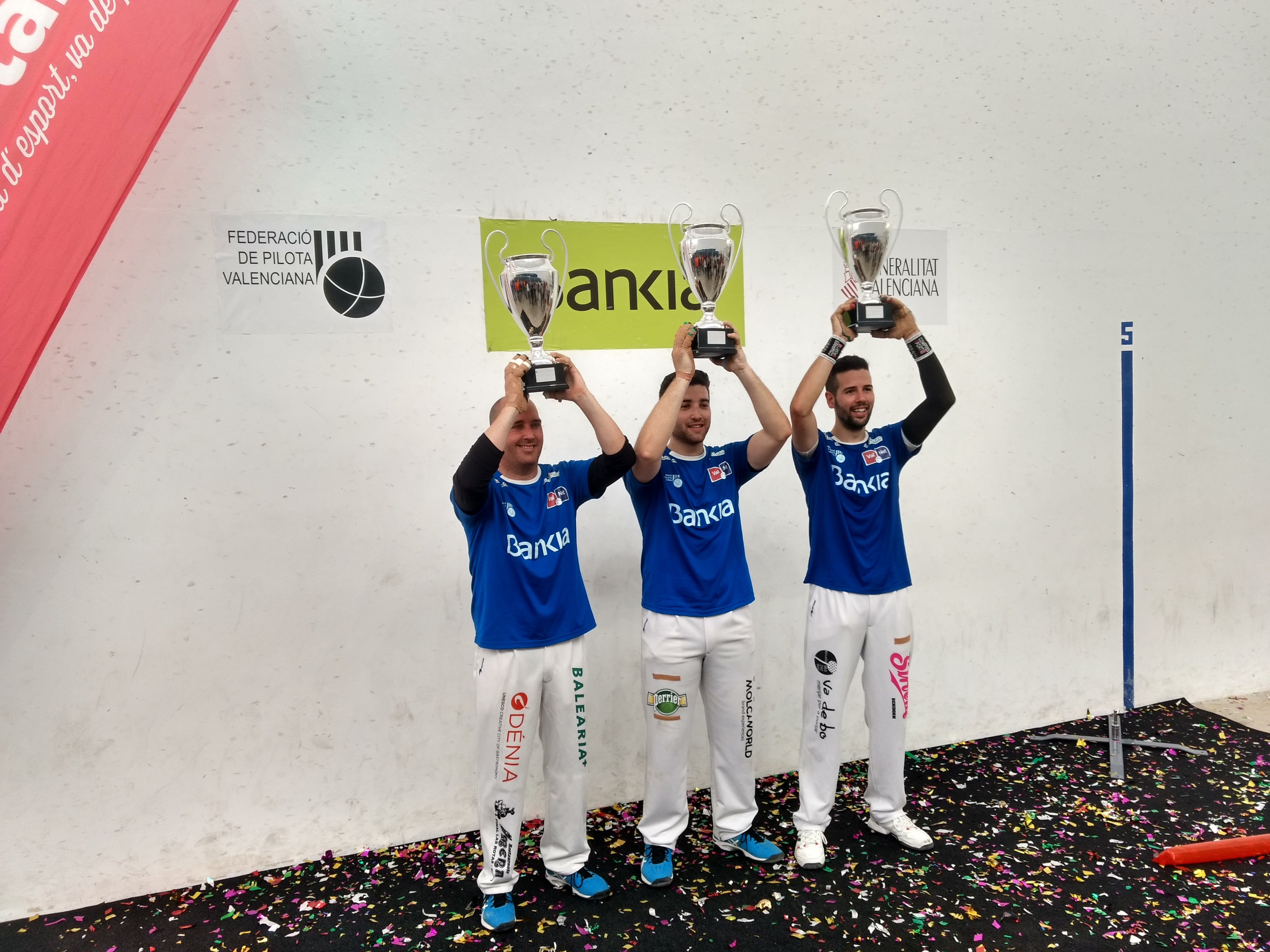
Félix, Monra i Pere Roc, campions de la 26a Lliga (2017)

  - Campió de la promoció de Caixa Popular 2008, 2009.
  - Campió de la Copa Diputació: 2013[5]
  - Subcampió de la Copa Diputació: 2014
- Campió de la Lliga Professional de 2013-14
  - Campió de la Copa Diputació d'Alacant 2014
- Subcampió de la Lliga Professional de 2014-15
  - Campió de l'individual sub-23 2012
  - Campió de la Lliga Professional de 2016-17